# Polystichum acrostichoides
Polystichum acrostichoides är en träjonväxtart som först beskrevs av Michx., och fick sitt nu gällande namn av Heinrich Wilhelm Schott. Polystichum acrostichoides ingår i släktet Polystichum och familjen Dryopteridaceae. Utöver nominatformen finns också underarten P. a. lonchitoides.

## Bildgalleri

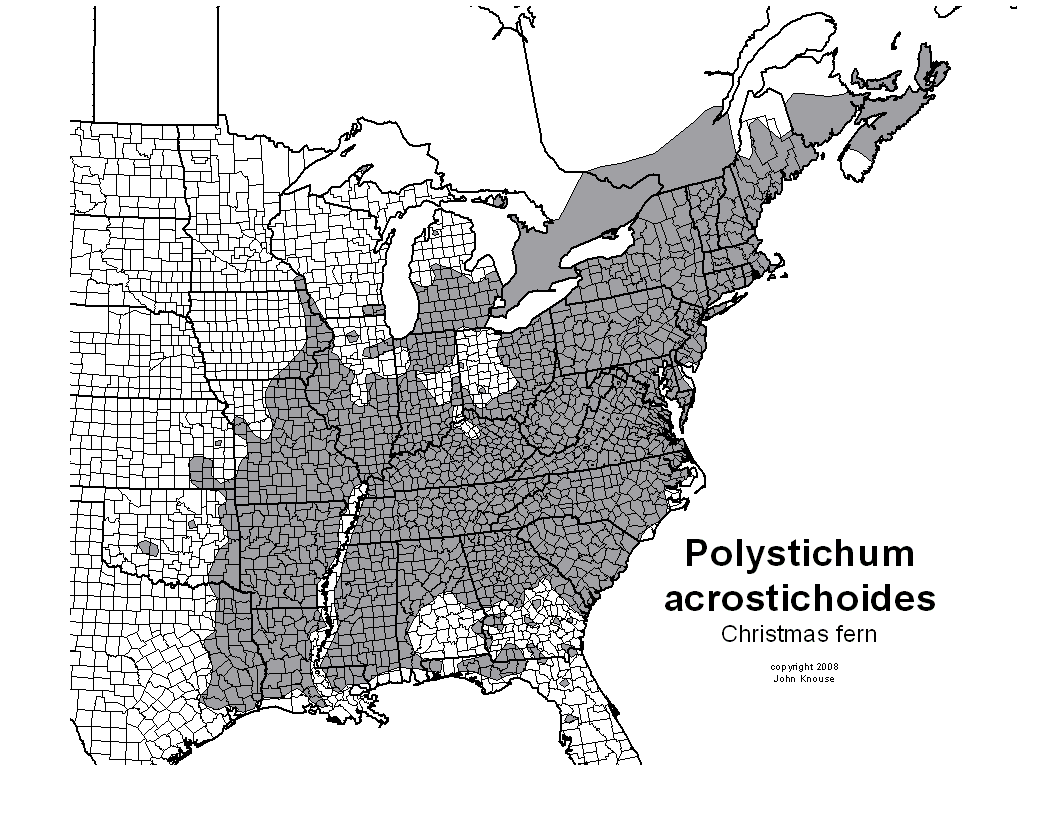
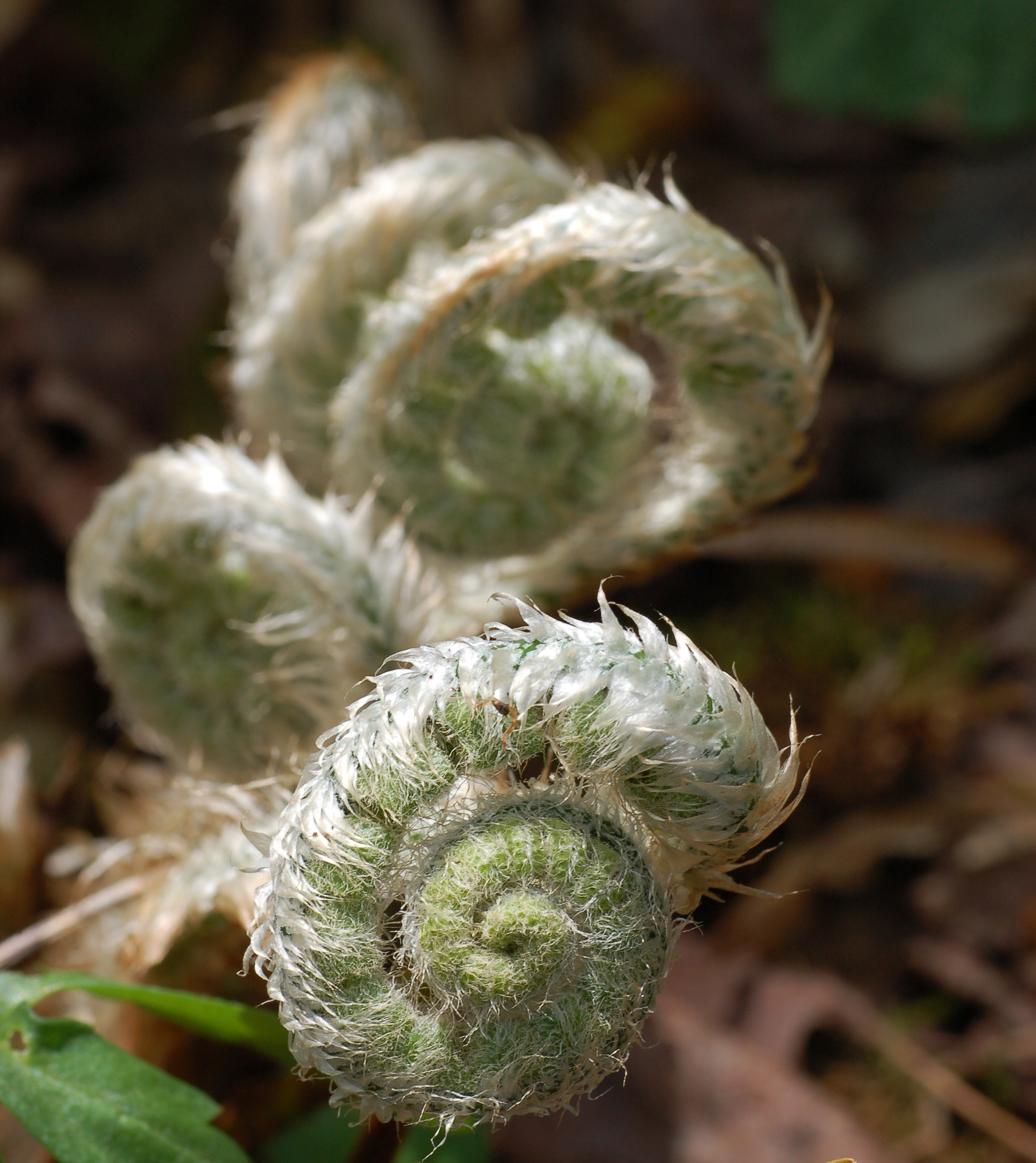
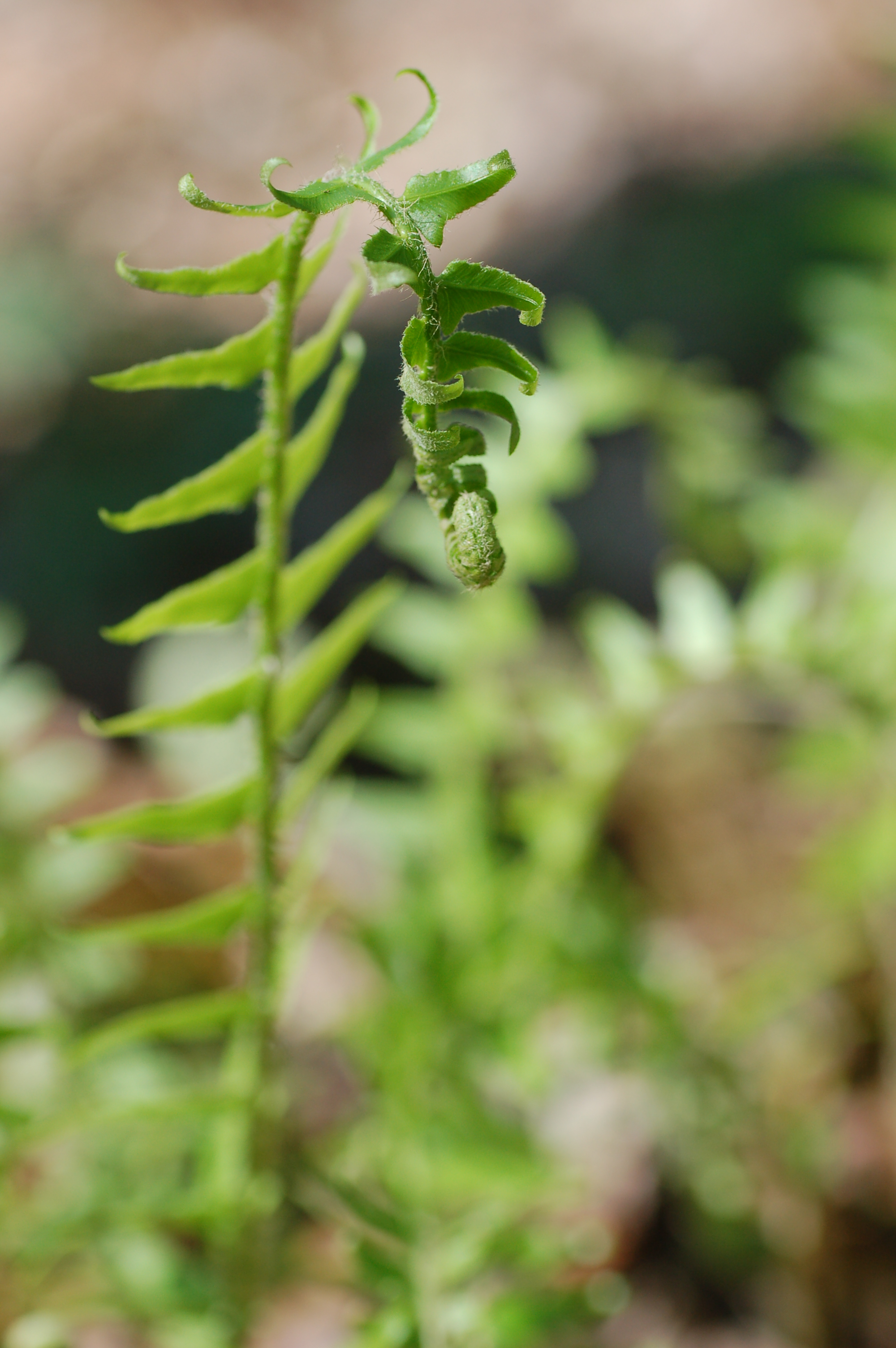
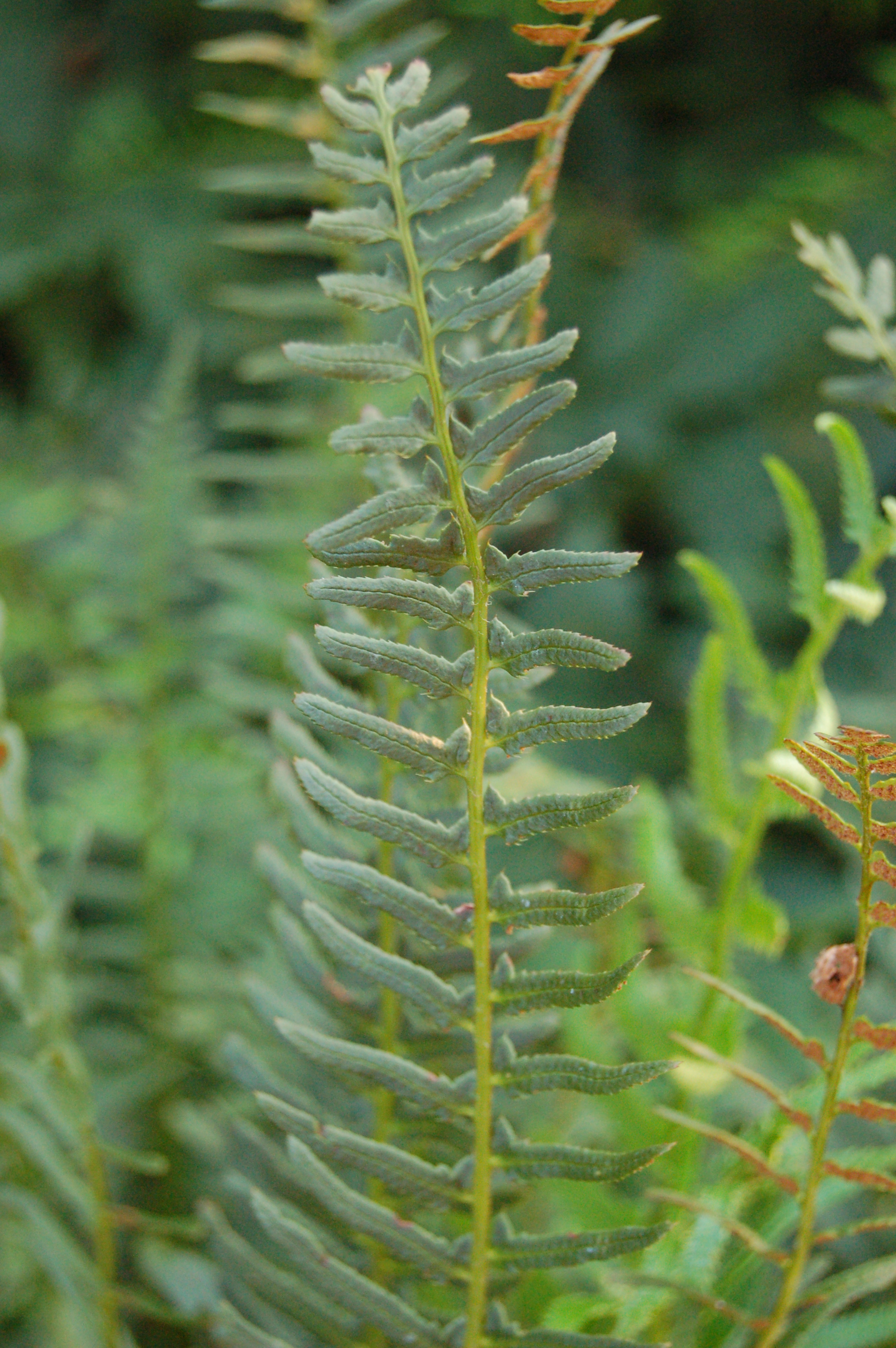